# Paranonychus concolor
Paranonychus concolor is een hooiwagen uit de familie Paranonychidae.